# Ech Chaïba
Ech Chaïba, anciennement Ouled Rahma, est une commune de la wilaya d'Ouled Djellal en Algérie.

## Géographie

### Localités de la commune
- Bordj Chaïba (chef lieu)
- Bir Naâm
- Sidi Hassi Sida
- Legsaiat